# Áuson
Áuson, na mitologia grega, é um importante filho da ninfa do mar, Calipso.